# Suhkruploom
Suhkruploom es una variedad cultivar de ciruelo (Prunus domestica), de las denominadas ciruelas europeas.
Una variedad de ciruela criada en 1948 en el Centro de Investigación Polli Garden, Tartu, por la polinización libre de 'Wilhelmine Späth'.
Las frutas de tamaño medio a pequeño de forma ovoide ovalada, su epidermis con un color principal negra violeta, con puntos marrones, y pulpa de color amarillo verdoso, agridulce, de buen o muy buen sabor. Tolera las zonas de rusticidad según el departamento USDA, de nivel I a II.

## Sinonimia
- "Ciruela de azúcar".

## Historia
'Suhkruploom' variedad de ciruela europea que fue obtenida antes de 1948 por el investigador Julius Eslon en el Centro de Investigación Hortícola Polli, dependiente del "Departamento de Ciencias de la Vida" de la Universidad de Tartu, siendo el resultado de la polinización libre de 'Wilhelmine Späth'.
Plántula de maduración temprana, que ya en 1957 se incluyó como 'Suhkruploom'-('Ciruela de azúcar') en el surtido de la lista de variedades en perspectiva recomendadas de Estonia. En 1967, fue ascendido a la variedad principal del mismo surtido, pero pronto (1972) se limitó a los huertos familiares. Se ha mantenido en este grupo de variedades recomendadas hasta el día de hoy. En 1960, se incluyó 'Sukruplum' en la comparación nacional de variedades (plantadas en 1961). Ya siendo la república de Estonia independiente, se inscribió en el registro de nuevas variedades en el departamento de variedades de la Inspección de Producción Vegetal (no 8.K.98) en 1998.

## Características
'Suhkruploom' es un árbol de porte erguido, semi robusto, es de mediana altura, con copa estrecha y erguida. Poliniza con su propio polen. El tamaño de carga de cosecha fluctúa dependiendo de la gravedad de los daños invernales. En la mayoría de los casos se han obtenido cosechas de 10 a 20 kg. Los rendimientos de 30-40 kg en años buenos muestran que el árbol puede dar buenos rendimientos (en la estación de pruebas de variedades "Saaremaa" en 1974 y 1976). Después de inviernos heladores, puede aguantar algunos kilos con cultivo. Como puede verse en lo anterior, 'Sukruplum' es una variedad resistente al invierno. Los árboles se congelan con grandes heladas en la superficie que sobresale de la nieve. Entre las enfermedades el "tizón de las hojas" (observaciones de E. Pärtel en Polli 1962-1979) daña 'Suhkruploom' generalmente, mientras que con el "baño de plata" el daño es fuerte. En el cultivo de variedades, 'Suhkruploom' ha producido varias nuevas variedades sabrosas y de maduración temprana ('Kadri', 'Kressu' y 'Liisu'). Estas variedades fueron creadas por Arthur y Eevi Jaama. Flor blanca, que tiene un tiempo de floración que comienza a partir del 21 de abril con el 10% de floración, para el 26 de abril tiene una floración completa (80%), y para el 3 de mayo tiene un 90% de caída de pétalos.
'Suhkruploom' tiene una talla de tamaño medio o pequeño (15-20 g), la forma es oblonga u ovalada, comprimida en los lados (plana), su epidermis con un color principal negra violeta, con puntos marrones, la sutura se puede ver como una línea, con manchas y puntos rojo a violeta más grandes o más pequeños, con pruina; pedúnculo de longitud mediano, fuerte, con una longitud promedio de 11.05 mm; pulpa de color amarillo verdoso, agridulce, de buen o muy buen sabor. Durante 24 años de análisis en el laboratorio químico de Polli se ha calculado el promedio de: los azúcares de los frutos fueron 9,4%, ácidos 1,34% y vitamina C 13% (Jaama, A. y E., 1990).
Hueso no adherente, grande, alargado, asimétrico, con el surco dorsal muy ancho y profundo, los laterales más superficiales, zona ventral poco sobresaliente, superficie rugosa.
Su tiempo de recogida de cosecha en el sur de Estonia es sobre todo a mediados de agosto, en verano cálido también antes: 3.º (p. ej. 1984) o 6.º-8.º. en agosto. En el norte de Estonia, están listas el tercer diez de agosto, a veces sólo en septiembre. En un verano fresco, las ciruelas no adquieren el buen sabor característico de la variedad.

## Usos
Se usa comúnmente como postre fresco de mesa buena ciruela de postre de fines de verano. Tiene también aplicaciones culinarias sobre todo para hacer compota, y las ciruelas también se pueden secar.